# 垂水町 (吹田市)
垂水町（たるみちょう）は、大阪府吹田市の町丁の一つ。現行行政地名は垂水町一丁目から垂水町三丁目。郵便番号は564-0062。住居表示実施済み地域。

## 地理
北は江坂町ならびに円山町に、西は江坂町に、南は広芝町ならびに金田町に、東は山手町ならびに泉町とそれぞれ接する。吹田市の立地適正化計画では、一丁目の一部と三丁目全域が江坂・南吹田地域、一丁目の残りの一部と二丁目全域が千里山・関大前・豊津地域にあたる。

## 歴史
- 1966年（昭和41年）- 住居表示の実施に伴い、榎阪、吹田、豊津の3つの大字の一部より垂水町一丁目～三丁目が成立。

## 校区
2025年（令和7年）6月現在、市立の小中学校に通う場合、校区は以下の通り。
| 町丁           | 小学校         | 中学校     |
| -------------- | -------------- | ---------- |
| 垂水町（全域） | 豊津第一小学校 | 豊津中学校 |

## 世帯数・人口
2025年（令和7年）6月30日現在の丁目別人口は以下の通り。
| 町丁         | 世帯数    | 人口    |
| ------------ | --------- | ------- |
| 垂水町一丁目 | 3,238世帯 | 5,916人 |
| 垂水町二丁目 | 1,778世帯 | 3,493人 |
| 垂水町三丁目 | 5,220世帯 | 8,020人 |

## 事業所・従業員数
2021年（令和3年）実施の経済センサス活動調査によると、丁目別の事業所・従業員数は以下の通り。
| 町丁         | 事業所数  | 従業員数 |
| ------------ | --------- | -------- |
| 垂水町一丁目 | 172事業所 | 1,145人  |
| 垂水町二丁目 | 97事業所  | 541人    |
| 垂水町三丁目 | 402事業所 | 5,323人  |

## 交通

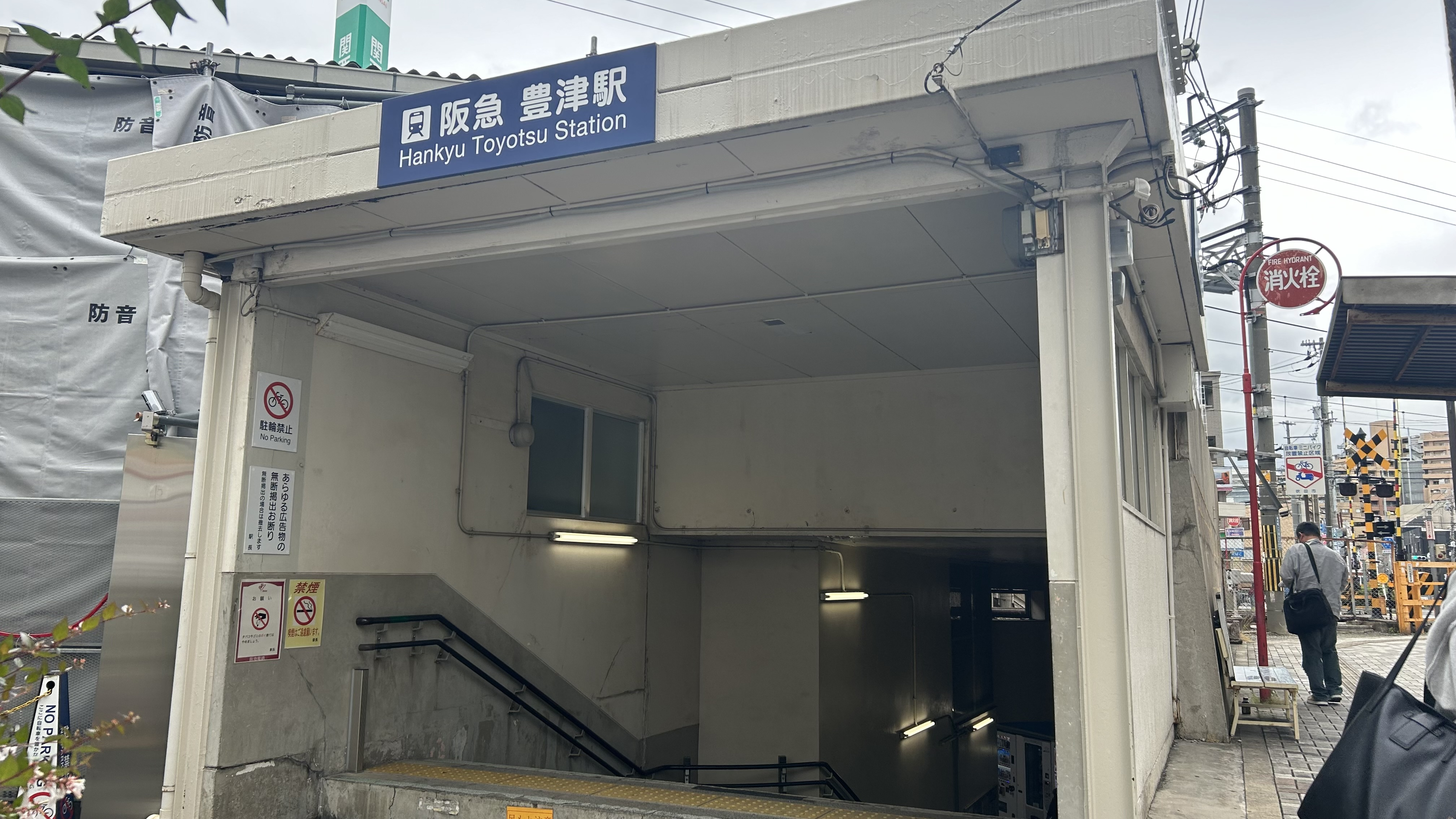
豊津駅

阪急千里線の豊津駅が町域の北東端に位置するほか、西部は豊津町に位置する江坂駅にも近い。阪急バスが町域に乗り入れており、JR、阪急両方の吹田駅や、曽根駅へと向かう吹田営業所管轄の路線が乗り入れる。

### 阪急電鉄
- 豊津駅

### 阪急バス
- 広芝公園前停留所
- 阪急豊津駅停留所
- 垂水町二丁目停留所（JR吹田駅方面のみ）

（以下3停留所は曽根駅方面のみ）
- 市場前停留所
- 垂水停留所
- 豊津小学校前停留所

## 施設

### 寺社
- 垂水神社

### 教育機関
- 吹田市立豊津中学校